# Nivell tròfic

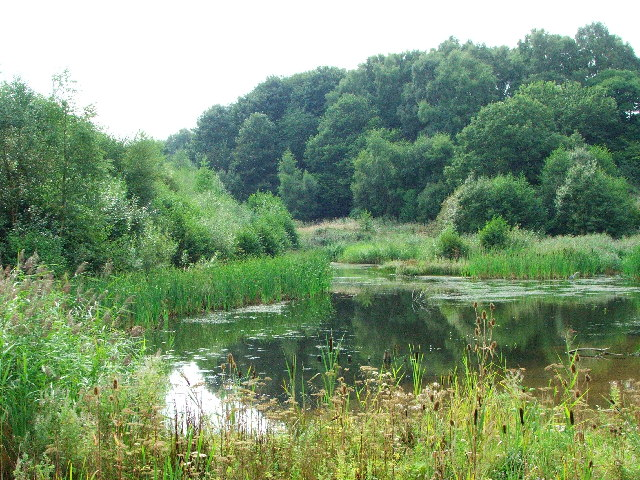
Primer nivell tròfic. Les plantes d’aquesta imatge i les algues i el fitoplàncton del llac són els productors primaris. Agafen nutrients del sòl o de l’aigua i fabriquen els seus propis aliments mitjançant la fotosíntesi, utilitzant l'energia del sol.

El nivell tròfic d’un organisme és la posició que ocupa en una xarxa tròfica. Una cadena alimentària és una successió d’organismes que mengen altres organismes i, al seu torn, es poden menjar ells mateixos. El nivell tròfic d’un organisme és el nombre de passos que fa des de l’inici de la cadena. Una xarxa tròfica comença a nivell tròfic 1 amb productors primaris com ara plantes, es pot traslladar a herbívors a nivell 2, carnívors a nivell 3 o superiors i normalment acaba amb depredadors alfa al nivell 4 o 5. El camí al llarg de la cadena pot formar un flux unidireccional o una "xarxa" alimentària. Les comunitats ecològiques amb més biodiversitat formen camins tròfics més complexos.
La paraula tròfic deriva del grec τροφή (trophē) que fa referència a menjar o aliment.

## Història
El concepte de nivell tròfic va ser desenvolupat per Raymond Lindeman (1942), basat en la terminologia d' August Thienemann (1926): "productors", "consumidors" i "reductors" (modificats per "descomponedors" per Lindeman).

## Visió general

Categories de consumidors basades en allò que consumeixen (planta: els tons verds són vius, els tons marrons són morts; animals: els tons vermells són vius, els tons morats són morts; o partícules: tons grisos) i l'estratègia d’alimentació (recol·lector: tonalitat més clara de cada color; miner; tonalitat més fosca de cada color)

Les tres maneres bàsiques en què els organismes obtenen aliments són els productors, els consumidors i els descomponedors.
- Els productors (autòtrofs) solen ser plantes o algues. Les plantes i les algues no solen menjar altres organismes, sinó que extreuen nutrients del sòl o de l’oceà i fabriquen els seus propis aliments mitjançant la fotosíntesi. Per aquest motiu, s’anomenen productors primaris. D’aquesta manera, és l'energia del sol la que sol alimentar la base de la cadena alimentària.[4] Hi ha una excepció en els ecosistemes hidrotermals de les aigües profundes, on no hi ha llum solar. Aquí els productors primaris fabriquen aliments mitjançant un procés anomenat quimiosíntesi.[5]
- Els consumidors (heteròtrofs) són espècies que no poden fabricar el seu propi aliment i necessiten consumir altres organismes. Els animals que mengen productors primaris (com les plantes) s’anomenen herbívors. Els animals que mengen altres animals s’anomenen carnívors i els que mengen tant plantes com altres animals es diuen omnívors.
- Els descomponedors (detritívors) descomponen el material i els residus vegetals i animals morts i els tornen a alliberar com a energia i nutrients a l'ecosistema per reciclar-los. Els descomponedors, com ara bacteris i fongs (bolets), s’alimenten de residus i matèria morta, convertint-los en productes químics inorgànics que es poden reciclar com a nutrients minerals perquè les plantes puguin tornar a utilitzar-les.

Els nivells tròfics es poden representar mitjançant nombres, començant pel nivell 1 amb plantes. Posteriorment, es numeren altres nivells tròfics segons la distància a la qual es troba l’organisme al llarg de la cadena alimentària.
- Nivell 1: les plantes i les algues fabriquen els seus propis aliments i s’anomenen productors.
- Nivell 2: els herbívors mengen plantes i s’anomenen consumidors principals.
- Nivell 3: els carnívors que mengen herbívors s’anomenen consumidors secundaris.
- Nivell 4: els carnívors que mengen altres carnívors s’anomenen consumidors terciaris.
- Els Depredador alfa per definició no tenen depredadors i es troben a la part superior de la seva xarxa tròfica.

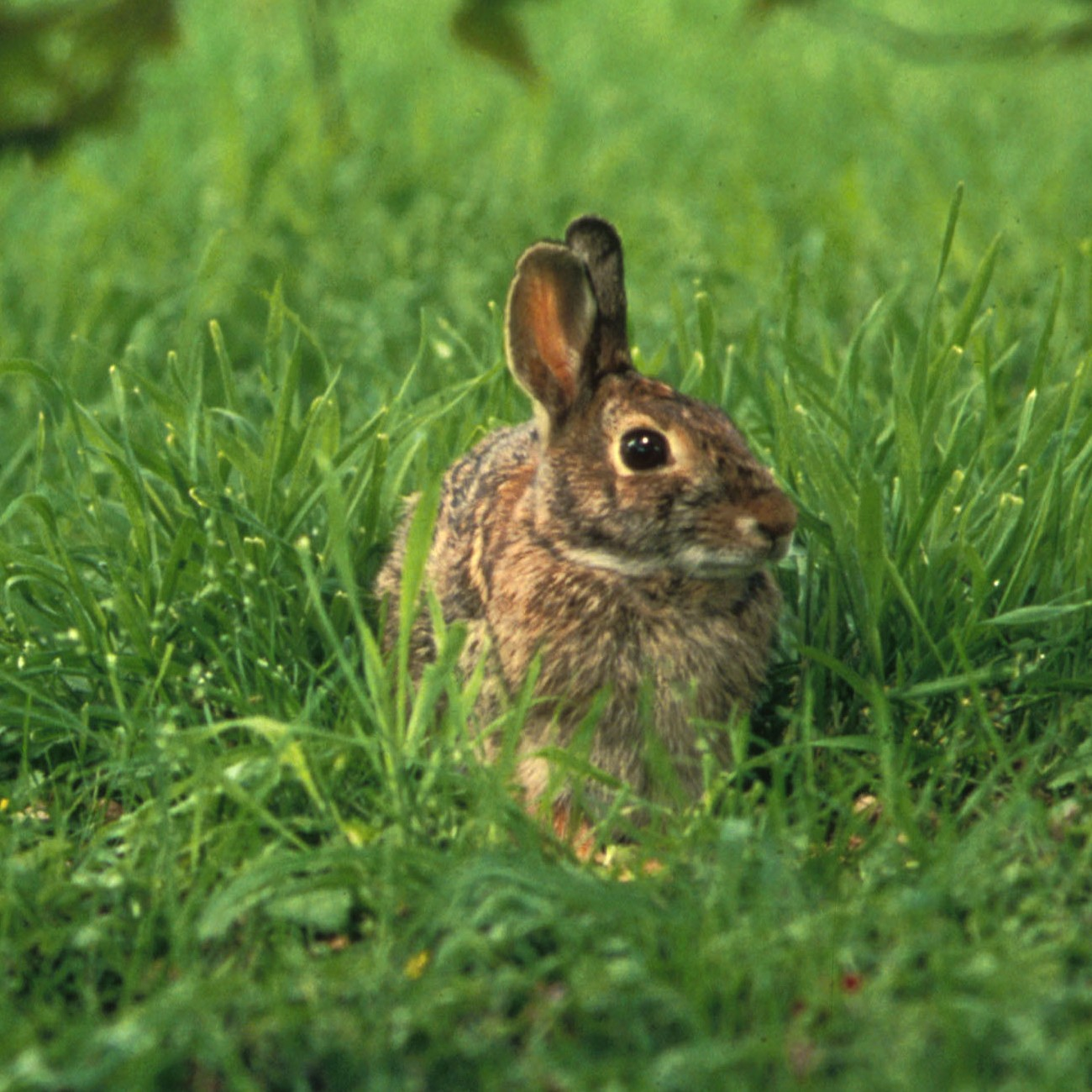
Segon nivell tròfic Els conills mengen plantes al primer nivell tròfic, de manera que són els principals consumidors.
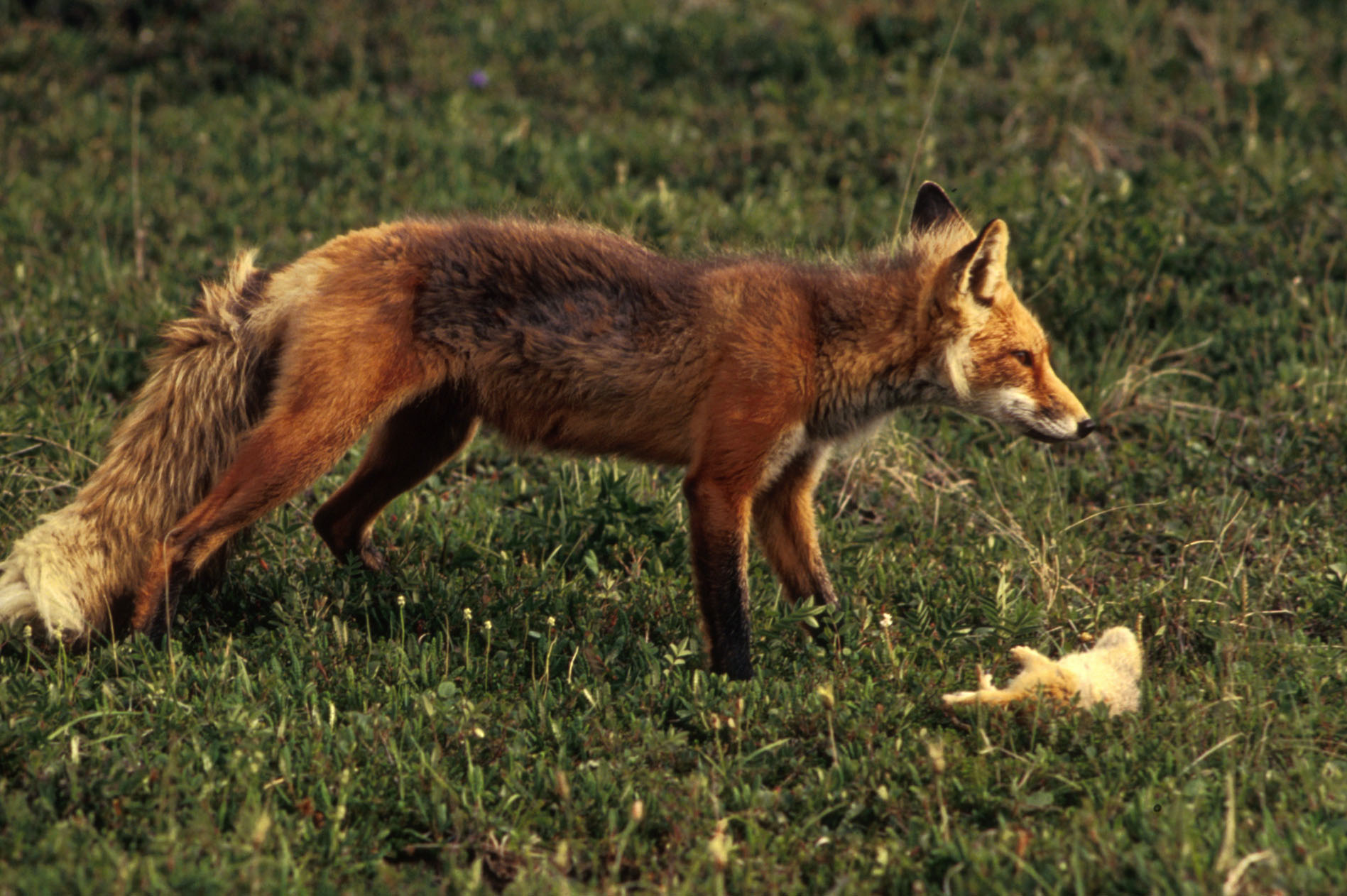
Tercer nivell tròfic Les guineus mengen conills al segon nivell tròfic, de manera que són consumidors secundaris.
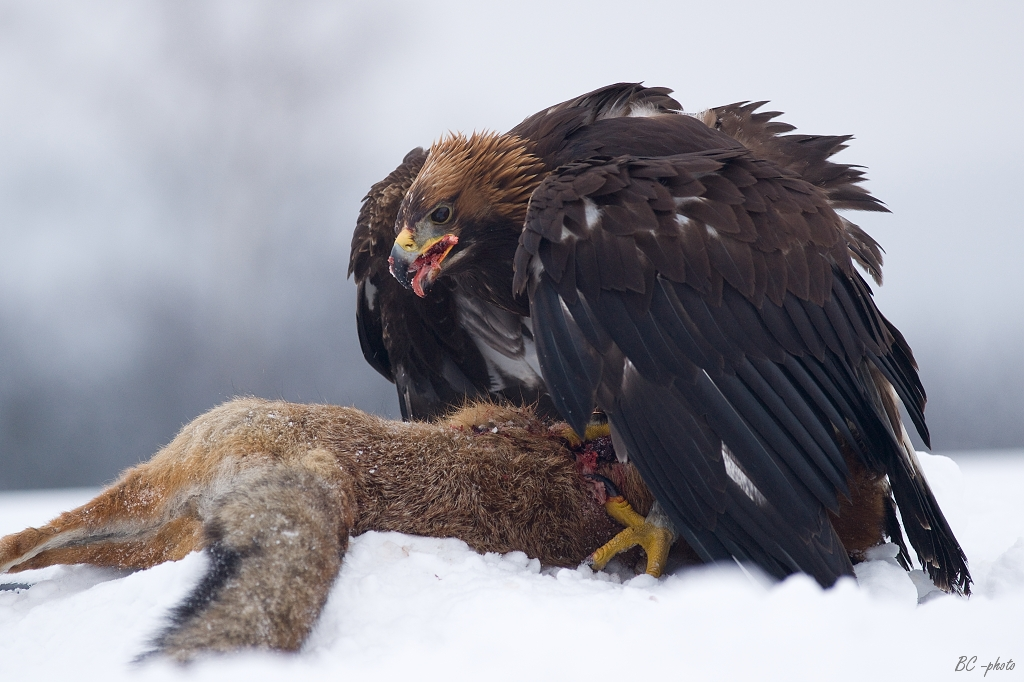
Quart nivell tròfic Les àguiles daurades mengen guineus al tercer nivell tròfic, de manera que són consumidors terciaris.
Descomponedors Els fongs d'aquest arbre s'alimenten de matèria morta, convertint-los en nutrients que els productors primaris poden utilitzar.

Als ecosistemes del món real, hi ha més d’una cadena alimentària per a la majoria d’organismes, ja que la majoria d’organismes mengen més d’un tipus d’aliment o són menjats per més d’un tipus de depredadors. Un diagrama que estableix la intricada xarxa de cadenes alimentàries que es creuen i se superposen per a un ecosistema s’anomena xarxa alimentària. Els descomponedors solen quedar fora de les xarxes alimentàries, però si s’inclouen, marquen el final d’una cadena alimentària. Així, les cadenes alimentàries comencen amb els productors primaris i acaben amb la descomposició i la descomposició. Atès que els descomponedors reciclen els nutrients, deixant-los perquè puguin ser reutilitzats pels productors primaris, de vegades es considera que ocupen el seu propi nivell tròfic.
El nivell tròfic d'una espècie pot variar si escull una dieta. Pràcticament totes les plantes i el fitoplàncton són purament fotòtrofs i es troben exactament al nivell 1.0. Molts cucs són al voltant de 2,1; insectes 2.2; meduses 3.0; ocells 3.6. Un estudi del 2013 calcula el nivell tròfic mitjà dels éssers humans en 2,21, similar als porcs o anxoves. Aquesta és només una mitjana i, evidentment, els hàbits alimentaris humans moderns i antics són complexos i varien molt. Per exemple, un esquimal tradicional que viu amb una dieta que consisteix principalment en foques tindria un nivell tròfic de gairebé 5.
Reduir les relacions nutricionals a nivells tròfics o assimilar herbívors a nivell 2 i carnívors al 3 pot ser reduccionista. Al parasitisme existeix una nutrició de nivell 3 sense que sigui un fenomen exclusiu dels carnívors. Igualment existeixen espècies que varien de nivell segons el seu estat de maduresa (com per exemple els capgrossos respecte la granota adulta).

## Problemes conceptuals
En la utilització del concepte de nivell tròfic apareixen algunes dificultats que obliguen a precisar uns certs aspectes del concepte:
- El nivell tròfic no pot traduir-se de manera senzilla a termes com a herbívor o depredador. Per exemple, l'ovella és un consumidor primari, atès que és herbívora, s'alimenta de plantes (productors primaris). Ser un depredador, com ho és un llop quan s'alimenta d'ovelles, no és l'única manera de ser un consumidor secundari. També són consumidors secundaris, per exemple, les mosques paràsites de l'espècie Oestrus ovis, que s'alimenten durant les seves fases larvàries dins del cap de les ovelles, on han arribat des de les fosses nasals; i igualment són consumidores secundàries aquelles arnes de la família tineids que s'alimenten del pèl de les ovelles. En resum, tot organisme que obté els seus nutrients i energia d'un consumidor primari és, per això, qualsevol que sigui la forma en què els obtingui, un consumidor secundari.
- Els consumidors obtenen sovint el seu aliment de més d'un nivell tròfic. P. ex., quan un gripau comú europeu busca aliment, tendeix a atacar a qualsevol cosa que es mogui i sembli tenir una grandària adequada; consumeix perquè animals petits d'ecologies molt variades, entre els quals hi haurà insectes herbívors, com les llagostes, insectes carnívors, com els pregadeus, caragols terrestres, que són herbívors, o cucs de terra, que són detritívores. Quan ocorre això deixa de ser fàcil precisar el nivell tròfic, que es definirà en funció de l'aliment predominant; i quan aquest criteri no basti, del nivell més alt dels de les seves preses. Una complicació afegida és que les poblacions d'animals omnívors, o dels simplement polífags, s'especialitzen sovint en diferents aliments en diferents territoris, o en diferents èpoques de l'any. Per exemple, els mateixos ossos bruns d'Alaska que capturen salmons durant la seva migració, s'alimenten la resta del seu període d'activitat, principalment d'aliments vegetals.
- Els animals ocupen amb freqüència diferents nínxols ecològics i s'alimenten de manera diferent en les diferents etapes del seu desenvolupament, sobretot quan hi ha desenvolupament indirecte. En alguns casos això no afecta el nivell tròfic; per exemple, en les papallones, on tant els adults, que xuclen nèctar, com les larves, que solen ser menjadores de fulles, actuen com a consumidors primaris. No és el cas dels anurs (granotes i gripaus), les larves dels quals, els capgrossos, solen ser herbívores, consumidores d'algues, mentre que els adults són depredadors, cacen animals. Un cas invers és el de les mosques de les flors de la família sírfids, els adults de la qual consumeixen nèctar i pol·len, mentre que les seves larves solen ser depredadores. En casos com aquests, el mateix animal canvia de nivell tròfic en el curs del seu desenvolupament.

## Eficiència de la transferència de biomassa

Una piràmide d’energia il·lustra la quantitat d’energia que es necessita a mesura que flueix cap amunt per suportar el següent nivell tròfic. Només el 10% de l'energia transferida entre cada nivell tròfic es converteix en biomassa.

En general, cada nivell tròfic es relaciona amb el que hi ha a sota absorbint part de l'energia que consumeix, i d’aquesta manera es pot considerar que descansa sobre el següent nivell tròfic inferior o que el recolza. Es poden diagramar les cadenes alimentàries per il·lustrar la quantitat d'energia que es mou d'un nivell d'alimentació al següent en una cadena alimentària. Això s’anomena piràmide energètica. L'energia transferida entre nivells també es pot considerar aproximada a una transferència de biomassa, de manera que les piràmides energètiques també es poden veure com piràmides de biomassa, representant la quantitat de biomassa que dona com a resultat nivells més alts a partir de la biomassa consumida en nivells inferiors. No obstant això, quan els productors primaris creixen ràpidament i es consumeixen ràpidament, la biomassa en qualsevol moment pot ser baixa; per exemple, la biomassa del fitoplàncton (productor) pot ser baixa en comparació amb la biomassa del zooplàncton (consumidor) de la mateixa zona de l'oceà.
L'eficiència amb què l'energia o la biomassa es transfereix d'un nivell tròfic a un altre s'anomena eficiència ecològica. Els consumidors de cada nivell converteixen de mitjana només aproximadament el 10% de l'energia química dels seus aliments en el seu propi teixit orgànic (la llei del deu per cent). Per aquest motiu, les cadenes alimentàries poques vegades s’estenen a més de 5 o 6 nivells. Al nivell tròfic més baix (la part inferior de la cadena alimentària), les plantes converteixen aproximadament l’1% de la llum solar que reben en energia química. D’això es desprèn que l'energia total present originalment a la llum solar incident que finalment s’incorpora en un consumidor terciari és d’aproximadament el 0,001%

## Nivell tròfic mitjà

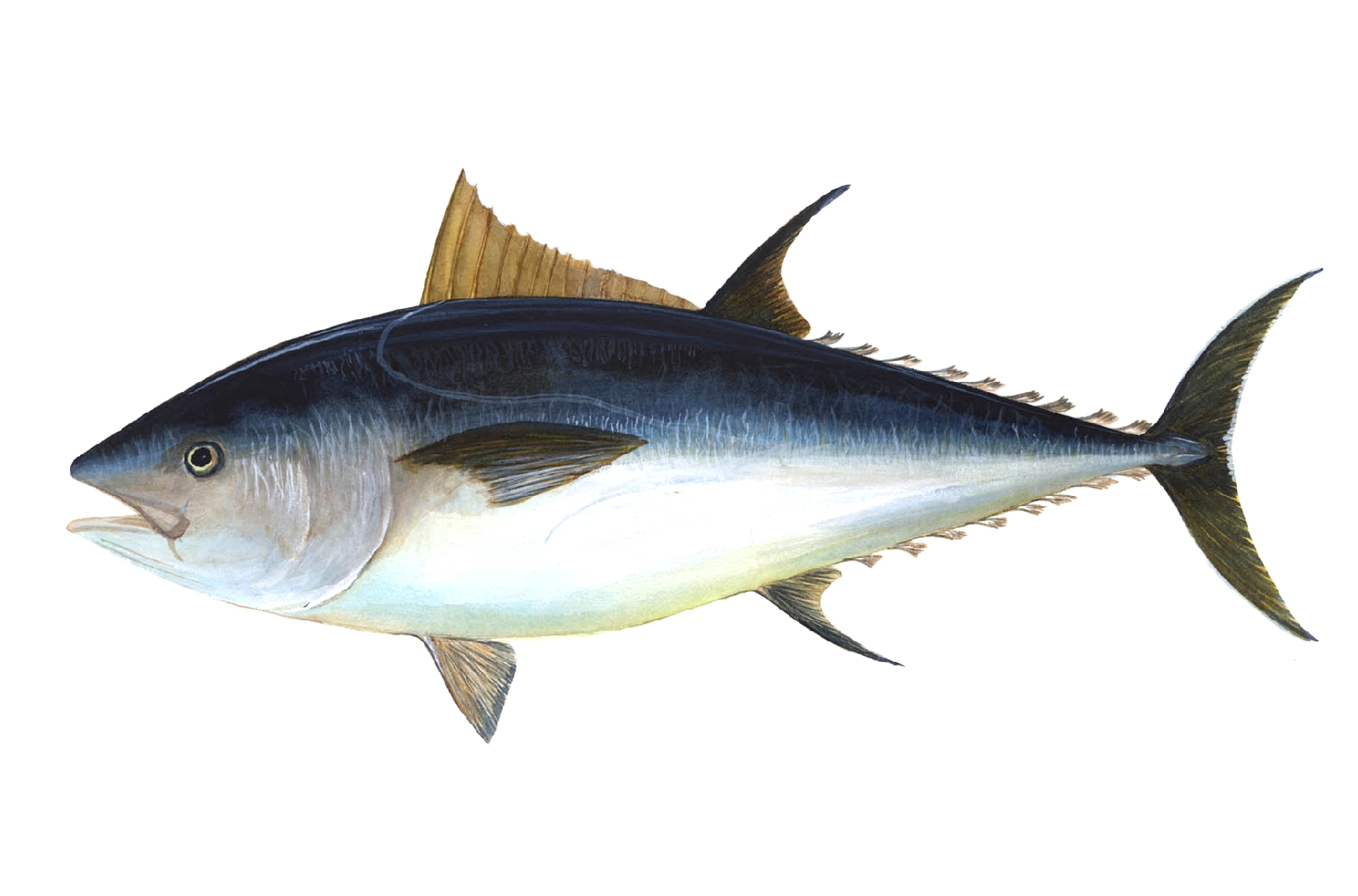
El nivell tròfic mitjà de les captures pesqueres mundials ha disminuït de manera constant pel fet que molts peixos d'alt nivell tròfic, com aquesta tonyina, han estat sobreexplotats.

En la pesca, el nivell tròfic mitjà de les captures pesqueres en tota una zona o ecosistema es calcula per a l'any y com:
{\displaystyle TL_{y}={\frac {\sum _{i}(TL_{i}\cdot Y_{iy})}{\sum _{i}Y_{iy}}}}
on {\displaystyle Y_{iy}} és la captura anual de les espècies o grup i l'any y, i {\displaystyle \ TL_{i}\ } és el nivell tròfic de les espècies i segons la definició prèvia.
Els peixos de nivells tròfics superiors solen tenir un major valor econòmic, la qual cosa pot donar lloc a sobrepesca en els nivells tròfics superiors. En informes anteriors es va descobrir un descens vertiginós del nivell tròfic mitjà de les captures pesqueres, en un procés conegut com a pesca descendent en la xarxa tròfica. No obstant això, treballs més recents no troben cap relació entre el valor econòmic i el nivell tròfic; i que, de fet, els nivells tròfics mitjans en les captures, els estudis i les avaluacions de poblacions no han disminuït, la qual cosa suggereix que la pesca descendent en la xarxa tròfica no és un fenomen global. No obstant això, Pauly et al assenyalen que els nivells tròfics van aconseguir un màxim de 3,4 en 1970 en l'Atlàntic nord-occidental i centreoccidental, seguit d'un descens posterior a 2,9 en 1994. Els autors assenyalen un desplaçament de peixos de fons longeus, piscívores i d'alt nivell tròfic, com el bacallà i l'eglefí, cap a invertebrats de vida curta, planctívors i de baix nivell tròfic (per exemple, gambetes) i peixos pelàgics petits (per exemple, arengs). Aquest canvi de peixos d'alt nivell tròfic a invertebrats i peixos de baix nivell tròfic és una resposta als canvis en l'abundància relativa de les captures preferides. Consideren que això forma part del col·lapse pesquer mundial,que troba ressò en la sobreexplotada mar Mediterrània.
Els éssers humans tenen un nivell tròfic mitjà d'aproximadament 2,21, més o menys el mateix que un porc o una anxova.

## Evolució
Tant el nombre de nivells tròfics com la complexitat de les relacions entre ells evolucionen a mesura que la vida es diversifica a través del temps, amb l'excepció dels esdeveniments d'extinció massiva intermitents.